# 완벽한 가족 (2019년 영화)
《완벽한 가족》(영어: Blackbird)은 미국에서 제작된 로저 미첼 감독의 2019년 드라마 영화이다. 덴마크의 영화 《사일런트 하트》(2014)의 리메이크 작품이다.
2019년 9월 6일 제44회 토론토 국제 영화제에서 전 세계 최초로 상영되었다. 미국에서는 2020년 9월 18일 스크린 미디어 필름스에 의해 개봉되었다.

## 줄거리
시골 호반에 위치한 릴리와 폴 부부의 집에서 집안 삼대가 주말 가족 모임을 갖는다. 이들은 불치병에 걸려있는 릴리와 작별 인사를 하기 위해 모였으며, 주말이 지나면 릴리는 치사량을 복약할 예정이다. 미국에서는 안락사가 불법이기에 릴리가 약을 먹으면 폴이 911에 연락하여 자신이 산책을 나간 사이에 벌어진 일 같다고 말한다는 계획이다. 양극성 장애를 앓는 딸 애나는 자신이 먼저 911에 전화하여 안락사 실행을 막으려 하는데...

## 출연
- 수전 서랜던 - 릴리 역
- 케이트 윈즐릿 - 제니퍼 "젠", 큰딸 역
- 미아 바시코프스카 - 애나, 작은딸 역
- 샘 닐 - 폴, 남편 역
- 린지 덩컨 - 엘리자베스 "리즈", 친구 역
- 레인 윌슨 - 마이클, 젠의 남편 역
- 벡스 테일러클라우스 - 크리스, 애나의 동반자 역
- 앤슨 분 - 조너선 "존", 젠과 마이클의 아들 역